# 柳昔卿
柳昔卿（1910年—1999年）。号怡翁，海派画家、书法家，诗人，海派画家柳滨之子。画室名“柳西精舍”。

## 生平
祖籍浙江宁波鄞县东乡矮柳村（今宁波市鄞州区），生于上海。柳氏幼承家学，很早就显露绘画天赋。又拜江寒汀为师，是江大弟子。
承父花鸟技法，又得江真传，在花卉、走兽、翎毛工、写皆能，富有生趣。又擅绘工山水。书法自成一格、尤擅楷书，流畅劲道。晚年专研诗词，风格工丽，是上海诗词协会、半江诗社社员。 

## 家族
父柳滨，海派花鸟画家。